# Chi Hốt bố
Chi Hốt bố hay chi Hoa bia hoặc chi Húp lông (danh pháp khoa học: Humulus), là một chi thực vật có hoa nhỏ thuộc họ Cần sa (Cannabaceae). Các loài hốt bố trong chi này là bản địa khu vực ôn đới thuộc Bắc bán cầu. Hoa bia là các hoa cái (nón hạt, bông cầu) của loài H. lupulus; có vai trò như là thành phần tạo hương vị chủ yếu trong sản xuất bia. Do vậy, H. lupulus được gieo trồng rộng khắp để sử dụng trong công nghiệp sản xuất bia.

## Miêu tả
Mặc dù thường được nói tới như là một loài "dây leo", nhưng về mặt kỹ thuật thì nó không phải dây leo sử dụng các tua cuốn hay chồi bên hoặc các phần phụ khác để bám chúng vào vật chủ. Nó là một loại thân cây leo với thân mập có các lông cứng để giúp cho nó leo lên. Nó là cây thảo lâu năm ra các chồi mới vào đầu mùa xuân và tới mùa thu thì chết đi chỉ còn lại thân rễ chịu lạnh. Các chồi của cây hoa bia lớn rất nhanh, và khi phát triển nhanh nhất có thể đạt tốc độ tăng trưởng 20–50 cm/tuần (8-20 inch/tuần). Đa phần các loài hoa bia leo lên bằng cách quấn theo chiều kim đồng hồ (trừ Humulus scandens) xung quanh bất kỳ vật gì nó có thể tiếp xúc, và mỗi cây riêng lẻ có thể mọc cao tới 2–15 m (7–50 ft), phụ thuộc vào vật mà nó có được sự hỗ trợ để leo lên. Các lá hình tim mọc đối, với cuống lá dài 7–12 cm (3-5 inch), phiến lá có thùy dạng quạt, dài và rộng khoảng 12–25 cm (5-10 inch); các rìa có răng thô. Khi cây hoa bia leo hết tầm của vật đỡ thì các chồi ngang mọc ra giữa các lá của thân cây chính để tạo thành một mạng lưới các thân quấn xung quanh nhau.
Các hoa đực và hoa cái mọc trên các cây khác biệt (nghĩa là đơn tính khác gốc). Các cây cái, sinh ra hoa bia sử dụng trong sản xuất bia, thường được nhân giống bằng sinh sản sinh dưỡng và gieo trồng tại khu vực không có cây đực để tránh thụ phấn và tạo quả chứa hạt có thể nảy mầm, điều được coi là không mong muốn cho sản xuất bia do tiềm năng làm hỏng hương vị bia bởi các axit béo có trong hạt.

## Các loài

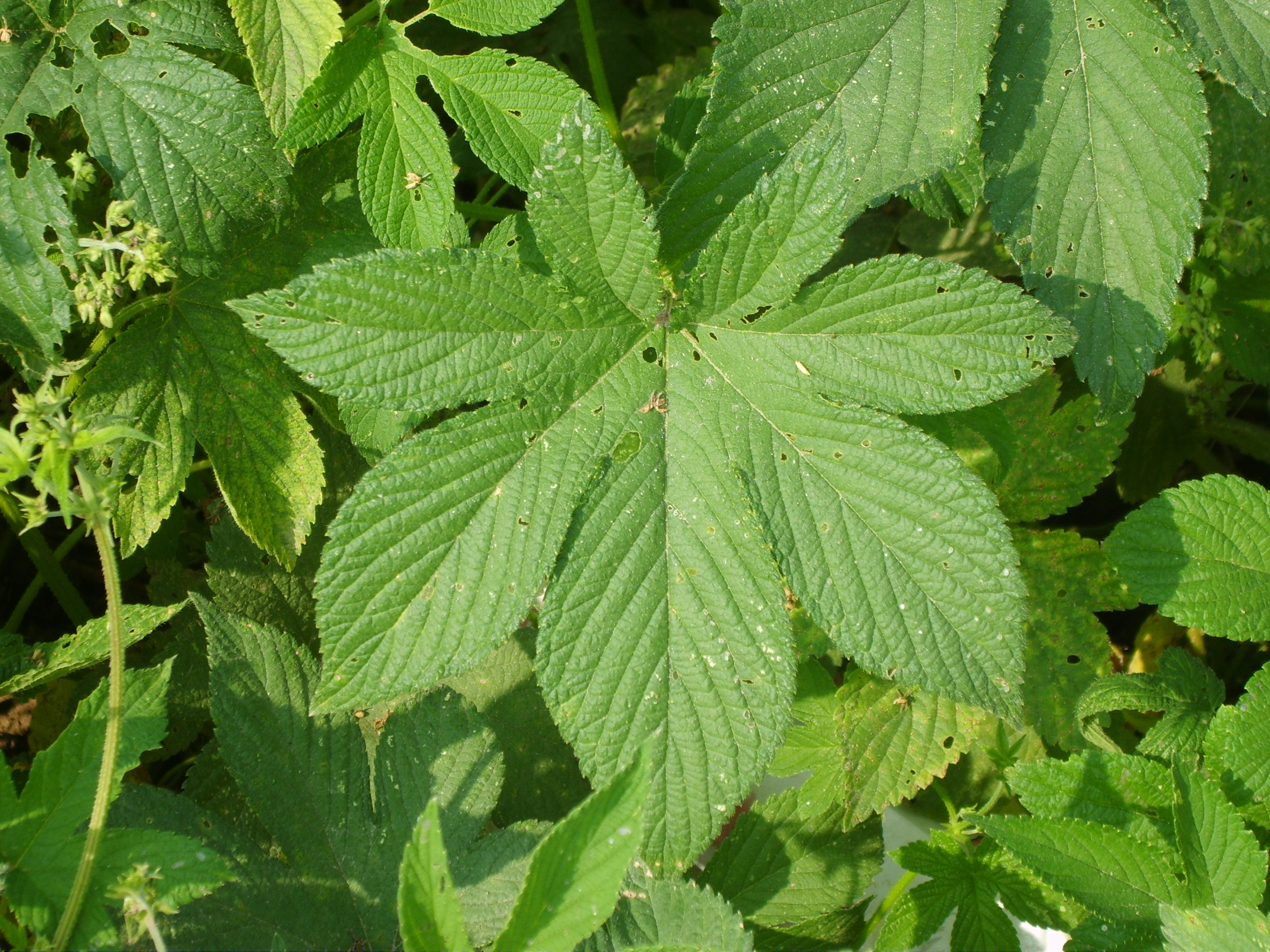
Lá của Humulus scandens.

Hiện tại người ta công nhận 3-7 loài, tùy theo tác giả phân loại. Khi công nhận 3 loài thì 1 loài với 5 thứ, còn khi công nhận 7 loại thì 5 thứ này được coi là các loài độc lập:
- Humulus scandens (Lour.) Merr., 1935 (đồng nghĩa H. japonicus, Humulopsis scandens). Hốt bố leo, sàn sạt, luật thảo. Lá có 5–7 thùy. Khu vực phân bố: Đông Á[5][6].
- Humulus lupulus L., 1753. Hốt bố, hoa bia, húp lông. Lá với 3–5 thùy. Khu vực phân bố: châu Âu, Tây Á, Bắc Mỹ. Gieo trồng nhiều nơi, trong đó có Việt Nam[7].
  - Humulus lupulus var. lupulus (= Humulus lupulus nghĩa hẹp). Châu Âu, Tây Á.
  - Humulus lupulus var. cordifolius (đồng nghĩa: Humulus cordifolius Miq., 1866). Đông Á.
  - Humulus lupulus var. lupuloides (đồng nghĩa Humulus americanus Nutt., 1848). Miền đông Bắc Mỹ.
  - Humulus lupulus var. neomexicanus (đồng nghĩa: Humulus neomexicanus (A.Nelson & Cockerell) Rydb., 1917). Miền tây Bắc Mỹ.
  - Humulus lupulus var. pubescens (đồng nghĩa: Humulus pubescens (E.Small) Tembrock, 2016). Trung tây Bắc Mỹ.
- Humulus yunnanensis Hu, 1936. Hốt bố Vân Nam. Lá với 3–5 thùy, rậm lông mặt dưới. Vân Nam, Trung Quốc[8].

Các loại cây hoa bia cho nhà sản xuất bia là các giống cây trồng cụ thể, được nhân giống bằng sinh sản vô tính, xem bài Danh sách các giống hoa bia.

## Công dụng và sử dụng
Hoa bia được nấu với hèm bia trong sản xuất bia và đôi khi được thêm vào sau khi lên men; nó tạo ra vị đắng, thơm và hương cho sản phẩm cuối cùng.
Trong dược học, lupulus là sự định tên của hoa bia. Các hoa đuôi sóc khô, nói chung được nói tới như là các nón hoa bia của cây cái loài H. lupulus, được dùng trong điều chế nước sắc, dịch chiết hay cồn thuốc hoa bia.

## Hóa học và dược lý hoa bia
Vị đắng đặc trưng do việc thêm hoa bia vào quy trình nấu bia chủ yếu là do sự có mặt của các axit đắng, là các dẫn xuất acylphloroglucinol prenyl hóa. Các axit đắng được phân chia thành các alpha-axit, với humulon là hợp chất chính, và các beta-axit, với lupulon là hợp chất chính. Các alpha-axit đồng phân hóa trong quá trình nấu bia để tạo ra các iso-alpha axit, là những chất có vị đắng. Các axit hoa bia này là các axit vinylogous, với các vòng enol của axit tiếp hợp với các vòng và các nhóm cacbonyl thay thế.
Các loài trong chi Humulus cũng sản sinh ra các chất chuyển hóa terpenophenolic. Hops cũng chứa xanthohumol, một hợp chất chalcon prenyl hóa, cùng với các hợp chất khác có nguồn gốc từ hoa bia, có thể có vai trò trong làm tăng sức khỏe.